# Torneo di Wimbledon 1898
Il Torneo di Wimbledon 1898 è stata la 22ª edizione del Torneo di Wimbledon e prima prova stagionale dello Slam per il 1898.
Si è giocato sui campi in erba dell'All England Lawn Tennis and Croquet Club di Wimbledon a Londra in Gran Bretagna. 
Il torneo ha visto vincitore nel singolare maschile il britannico Reginald Doherty
che ha sconfitto in finale in 5 set il connazionale Laurence Doherty con il punteggio di 6–3 6–3 2–6 5–7 6–1.
Nel singolare femminile si è imposta la britannica Charlotte Cooper
che ha battuto in finale in 2 set la connazionale Louisa Martin.
Nel doppio maschile hanno trionfato Reginald Doherty e Laurie Doherty.

## Risultati

### Singolare maschile
Reginald Doherty ha battuto in finale  Laurence Doherty con il punteggio di 6–3 6–3 2–6 5–7 6–1

### Singolare femminile
Charlotte Cooper ha battuto in finale  Louisa Martin con il punteggio di 6–4, 6–4

### Doppio maschile
Reginald Doherty /  Laurie Doherty hanno battuto in finale  Harold Nisbet /  Clarence Hobart con il punteggio di 6–4, 6–4, 6–2